# Permisos del sistema de fitxers
Normalment, un sistema de fitxers manté una configuració de permisos per a cada element emmagatzemat  –  normalment fitxers i directoris  –  que atorga o denega la capacitat de manipular elements del sistema de fitxers. Sovint, la configuració permet controlar l'accés en funció de funcions com ara llegir, canviar, navegar i executar, i a diferents usuaris i grups d'usuaris. Una tecnologia ben establerta es va desenvolupar per a Unix i posteriorment es va codificar per POSIX. Una altra tecnologia comuna és una llista de control d'accés (ACL) amb múltiples variants implementades en sistemes de fitxers i una codificada per POSIX. Com que POSIX defineix tant la tecnologia antiga basada en Unix com les ACL, la primera s'anomena permisos POSIX tradicionals per claredat, tot i que no és un terme ben conegut.
Una interfície d'usuari basada en permisos adapta la funcionalitat disponible per a l'usuari en funció dels permisos dels elements del sistema de fitxers. Per exemple, la interfície pot ocultar opcions de menú que no estan permeses en funció dels permisos emmagatzemats per a un element.

## Exemples
Els permisos del sistema de fitxers s'han implementat de moltes maneres. Aquí es descriuen alguns exemples destacables.
NTFS, que es troba en moltes versions de Windows, inclosa l'actual, utilitza ACL per proporcionar control d'accés basat en permisos; les ACL d'NTFS es consideren potents però complexes.

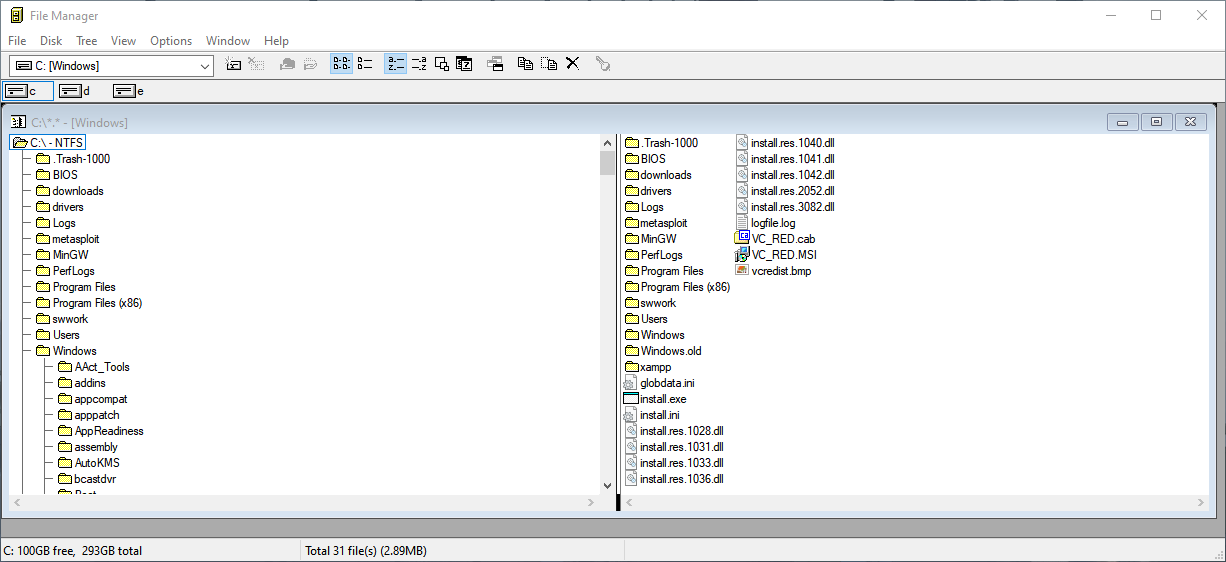
Gestor de fitxers (Windows) al Windows 10

Els sistemes de fitxers Linux com ara ext2, ext3, ext4 i Btrfs admeten tant els permisos POSIX com les ACL POSIX.1e. Hi ha suport experimental per a les ACL NFSv4 per a sistemes de fitxers ext3 i ext4.
FreeBSD admet les ACL POSIX.1e en UFS i les ACL NFSv4 en UFS i ZFS.
HFS, i el seu successor HFS+, tal com s'implementa als sistemes operatius Mac OS clàssics, no admeten permisos.

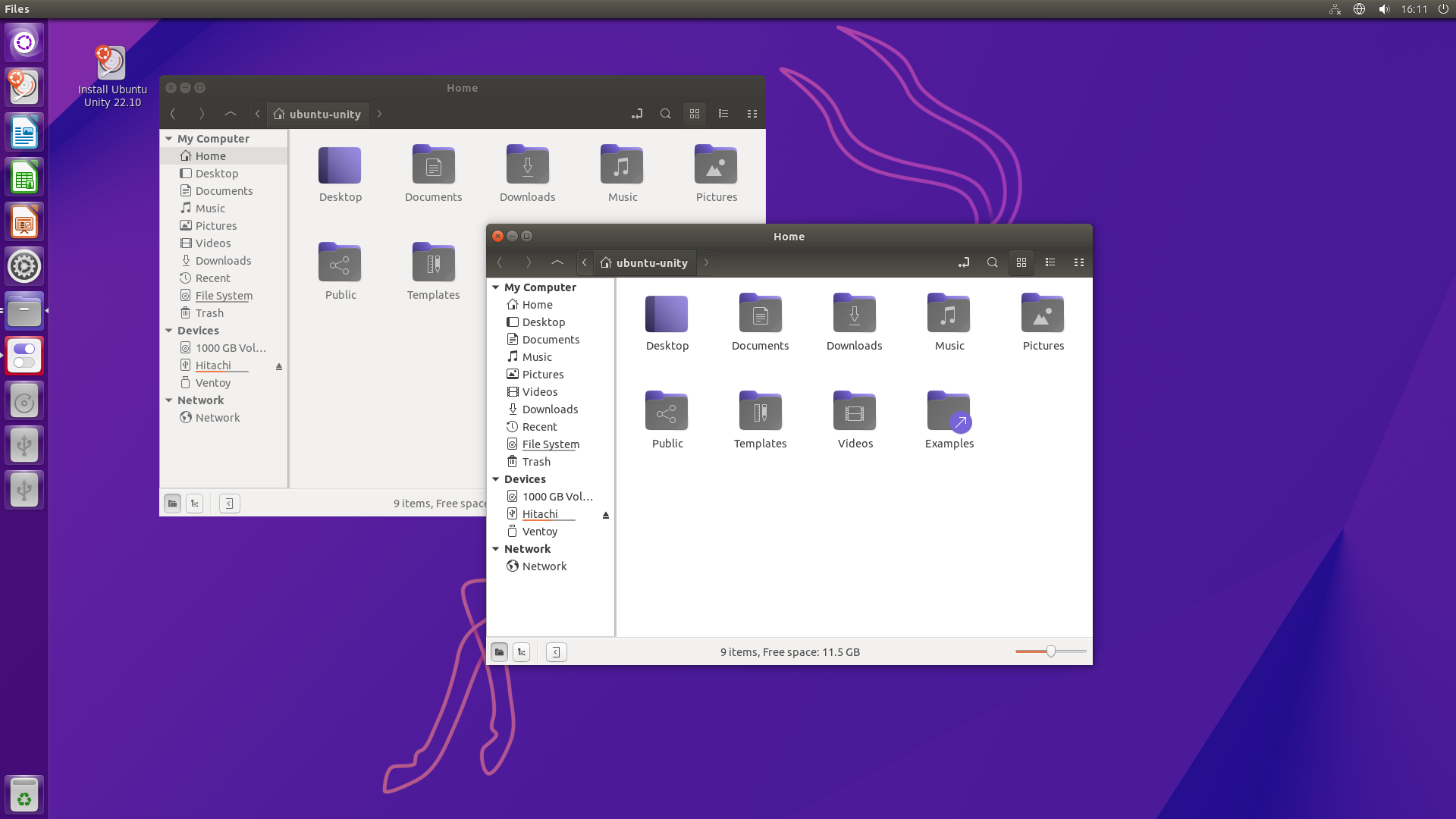
Ubuntu Unity 22.10 amb el gestor de fitxers Nemo 5.4.3 i el tema Ambiance.

macOS admet permisos compatibles amb POSIX i els admet tant a HFS+ com a APFS. A partir de la versió 10.4 ("Tiger"), també admet l'ús d'ACL NFSv4 a més dels permisos compatibles amb POSIX. El Manual d'administració de serveis de fitxers d'Apple Mac OS X Server versió 10.4+ recomana utilitzar només els permisos tradicionals d'Unix si és possible. macOS també encara admet l'atribut "Protected"/"Locked" del Classic Mac OS com a indicador "user immutable" al camp d'indicadors 4.4BSD.
La taula d'assignació de fitxers (versió original) té un atribut de només lectura per fitxer que s'aplica a tots els usuaris.
OpenVMS defineix quatre funcions d'accés: lectura, escriptura, execució i supressió i seleccions d'usuari: sistema, propietari, grup i món, on món inclou grup, que al seu torn inclou propietari, i sistema selecciona usuaris del sistema. Aquest disseny és similar al d'Unix amb extensions notables: funció addicional: supressió i selecció d'usuari addicional: sistema. Les ACL són compatibles amb VMS 4.0 i posteriors.
La compatibilitat amb les ACL de Solaris depèn del sistema de fitxers que s'utilitzi; el sistema de fitxers UFS més antic admet les ACL POSIX.1e, mentre que ZFS només admet les ACL NFSv4.
IBM z/OS implementa la seguretat de fitxers mitjançant RACF (Resource Access Control Facility) 
El sistema de fitxers d'AmigaOS, AmigaDOS, admet un sistema de permisos relativament avançat per a un sistema operatiu d'un sol usuari. A l'AmigaOS 1.x, els fitxers tenien permisos/indicadors d'Arxiu, Lectura, Escriptura, Execució i Supressió (coneguts col·lectivament com a ARWED). A l'AmigaOS 2.x i posteriors, es van afegir permisos/indicadors addicionals de Mantenir, Script i Pure.
El sistema operatiu OpenHarmony, juntament amb el seu ecosistema del costat del client a Oniro OS i HarmonyOS amb versions HarmonyOS NEXT, i també el sistema operatiu de servidor openEuler basat en Linux, utilitza de manera nativa el seu Harmony Distributed File System (HMDFS), que admet el gestor de tokens d'accés (control d'accés basat en rols) i la capacitat de l'API Core File Kit amb gestió de permisos granular, amb excepció d'openEuler.